# 山东大学第一公舍
36°03′37.5″N 120°19′34.5″E / 36.060417°N 120.326250°E
山东大学第一公舍位于中华人民共和国山东省青岛市市南区鱼山路36号（曾用门牌号大学路3号、鱼山路26号），建于1920年代，最初为东洋拓殖株式会社青岛出张所职员宿舍，1946年改为国立山东大学教职员宿舍，现为民居。该院落内现有冯沅君、陆侃如故居、童第周故居、束星北故居、丁西林故居共四处由青岛市人民政府认定的青岛名人故居，前三处现为青岛市文物保护单位，院落整体为市南区文物保护单位。

## 历史
鱼山路36号院建于1920年代，最初为东洋拓殖株式会社（简称“东拓”）青岛出张所的职员宿舍，朝鲜总督府青岛出张所也曾设于院内。也有说法认为该院落原为日本人开办的青岛学院商业学校教工宿舍，可能有误。1945年8月日本投降后，东洋拓殖株式会社于9月解散。同年10月，美国海军陆战队第六师登陆青岛，该院落短暂被美军占用。1946年，国立山东大学筹备在青岛复校，因其原在俾斯麦兵营旧址的校舍被美军占用，遂与美军斡旋收回校舍，美军在舆论压力下仅将原东拓社宅、原青岛日本中学校等原日本房产移交给山大。同年7月，山大接收原东拓社宅，改名为“山东大学第一公舍”，作为教职员宿舍使用。1958年，山东大学迁往济南，留在青岛的海洋、地质、水产三系改为山东海洋学院（今中国海洋大学），此处改为山东海洋学院宿舍。该建筑群现为民居，据称仍有中国海洋大学的退休教职员在此居住。2000年，该建筑群以“日本商校宿舍旧址”之名列入第一批青岛市历史优秀建筑。2013年3月1日，该建筑群列入第二批市南区文物保护单位。

## 院内名人故居

### 冯沅君、陆侃如故居
作家、文学史学者陆侃如、冯沅君夫妇1947年至1958年任教于山东大学时的故居在今鱼山路36号1号楼自北向南的第三个单元内。
1947年夏，陆侃如、冯沅君夫妇到山东大学任中文系教授。冯沅君曾任中文系古典文学教研室主任，1955年任副校长。陆侃如历任校务委员会副主任、校图书馆馆长、《文史哲》杂志编委会主任，1951年春任副校长。
在山大，冯沅君讲授中国文学史专业基础课及历代散文选、中国戏曲研究、陆游研究等专题研究课，陆侃如主要教授中国文学史。在青岛期间，夫妇二人修改并再版了此前合著的《中国诗史》与《中国文学史简编》，合著了《中国古典文学简史》。冯沅君完成了《古剧说汇》，著有《元杂剧考三则》、《唐传奇作者身份的估计》、《陆游的生活道路与创作道路》等论文，1956年参与了全国高校中文系《中国文学史教学大纲》的编写。陆侃如在青岛期间研究《文心雕龙》，并与高亨、黄孝纾合著《楚辞选》。发表论著时，陆侃如常在文末注有“写于青岛鱼山别墅”。
在青岛期间，冯沅君兼任第一、第二、第三届全国人大代表、第一届山东省人大代表、山东省妇联副主席、山东省文联副主席、九三学社青岛分社第二届委员会委员。陆侃如兼任青岛市文联首任主席、第一届山东省人大代表，青岛市第一、二届人民委员会委员，第二届全国政协委员，中国文联委员、中国作协理事、九三学社中央委员会常委、九三学社青岛分社委员会主委。
1958年秋，冯沅君、陆侃如随山东大学迁往济南。2003年，青岛市人民政府将此处作为文化名人故居挂牌保护。2005年2月5日，冯沅君、陆侃如故居列入第七批青岛市文物保护单位

### 童第周故居
生物学家童第周1946年至1956年在青岛工作时的故居在今鱼山路36号1号楼东北端。
1934年，童第周从欧洲留学归国，到青岛任山东大学生物系教授，当时住在栖霞路。1937年，山东大学因抗战爆发内迁而后解散，童第周转入中央大学。1946年，山东大学在青岛复校，童第周应校长赵太侔邀请回到山大任生物系教授、系主任，住在山东大学第一公舍。1948年，童第周赴美国讲学考察，1949年3月回到青岛。1951年3月山东大学与华东大学合并后，新任校长华岗主张“文理搭配”，遂安排童第周、陆侃如出任副校长。
童第周在山东大学讲授普通动物学、细胞学、比较解剖学、胚胎学、实验胚胎学等课程。童第周从事实验胚胎学、细胞生物学和发育生物学等领域的研究，曾于1935年在青岛海滨发现文昌鱼，并以青岛文昌鱼、海鞘等鱼类为材料进行实验胚胎学研究。1948年，童第周当选中央研究院第一届院士。1950年兼任中国科学院实验生物研究所副所长，并与张玺、曾呈奎等创建中国科学院水生生物研究所青岛海洋生物研究室，兼任研究室主任。1955年当选中国科学院学部委员。1957年，青岛海洋生物研究室改为中国科学院海洋生物研究所，童第周任所长。1959年该所扩建为中国科学院海洋研究所，童第周仍任所长，直至1978年出任中科院副院长。
教学研究之余，童第周积极参加社会活动。1935年一二九运动和1947年“反饥饿、反内战”运动中，童第周积极支持并保护学生。中华人民共和国成立后，童第周曾兼任第一届山东省人大代表、第一全国人大代表、民盟青岛支部第一届委员会主委，民盟青岛市第二届委员会主委等职。
在青岛期间，因家中人口增多、物价不稳定，童第周一家的生活曾一度不甚宽裕。据童第周之子童时中回忆，“当时每一家都是楼下楼上，下面一个客厅一个房间，楼上两个房间，我们弟兄三个睡一间，房间不大，三张床一摆，勉强能走得动路。”童第周每周日带领一家人大扫除，然后用煤和泥做成煤球烧炉子；每年春天在楼下的土地上种冬瓜、茄子、番茄、向日葵，培养子女爱好劳动的习惯。
1956年8月，童第周调往北京中科院任生物地学部副主任，不再在山东大学任职。但因其长期兼任中科院海洋所所长，每年6月至10月仍到青岛做实验。2003年，青岛市人民政府将童第周故居作为文化名人故居挂牌保护。2005年2月5日，童第周故居列入第七批青岛市文物保护单位。

### 束星北故居
物理学家束星北在青岛时1952年至1955年间的故居在今鱼山路36号2号楼。
1952年，因全国高校院系调整，束星北由浙江大学到青岛转入山东大学物理系任教授，住在山东大学第一公舍。后来转入海洋系，于1953年至1954年间任气象研究室主任，期间完成气象学相关论著十余篇。1955年肃反运动期间被停职审查，被迫与家人搬离第一公舍，次年审查结论为清白。1957年反右运动又被划为“右派分子”，下放到月子口水库工地劳动。1960年调到青岛医学院管制劳动，负责修理仪器，兼任教员，1965年取消管制劳动。同年，束星北完成专著《狭义相对论》。1978年夏转入国家海洋局第一海洋研究所工作，期间曾参与东风-5型洲际弹道导弹公海试射的数据计算工作。后来曾任山东物理学会名誉理事长、中国海洋物理学会名誉理事长。1983年在青岛逝世。
2003年，青岛市人民政府将束星北故居作为文化名人故居挂牌保护。2005年2月5日，束星北故居列入第七批青岛市文物保护单位。

### 丁西林故居
物理学家、剧作家丁西林1947年至1949年在青岛工作时的故居在今鱼山路36号1号楼西南。
有说法称丁西林1935年至抗战爆发在山东大学任物理系教授，住在鱼山路原梁实秋寓所附近，并曾编写发表《物理学》、《物理实验讲义》（其他资料称丁西林1927年起一直在上海中央研究院物理研究所工作）。1947年，丁西林到青岛任国立山东大学物理系名誉教授，后兼任理学院附设元仪器修造厂厂长。1948年6月，丁西林应邀赴台北任国立台湾大学理学院物理学系教授兼教务长，后代理校长。同年8月离开台北，回到青岛任山东大学理学院院长。期间曾出版《西林独幕剧集》和《西林戏剧集》。1949年9月校长赵太侔离职后，丁西林任校务委员会主任代理校长职责。不久后赴北京出席中国人民政治协商会议第一届全体会议。同年11月（一说1950年华岗接任校长后）任中央人民政府文化部副部长。
2014年，青岛市人民政府将丁西林故居作为第二批青岛名人故居挂牌保护。

## 建筑特色
鱼山路36号院位于鱼山路大学路路口，临鱼山路和大学路各有一院门（现大学路院门已弃用），占地面积6696平方米，建筑面积2285.2平方米。院落由5座二层住宅楼和一座平房组成，所有建筑均为近代日本仿西式风格，砖石木结构，花岗岩墙基，墙面大量使用仿木构装饰，山墙以石材镶嵌，屋顶高低起伏。西侧的1号、2号楼为矩形平面布局，沿大学路展开，分为楼上楼下一体的独立单元。东侧的4号、5号楼设计相似。东南角3号楼略有不同，平面不规则，转角处设尖塔。各住宅内设卧室、客厅、厨房、卫生间、壁橱等。

## 图集
- 鱼山路36号3号楼
- 鱼山路36号4号楼
- 鱼山路36号5号楼